# 459

## Hlavy států
- Papež – Lev I. Veliký (440–461)
- Byzantská říše – Leon I. (457–474)
- Západořímská říše – Maiorianus (457–461)
- Franská říše – Childerich I. (458–481)
- Perská říše – Hormizd III. (457–459) » Péróz I. (459–484)
- Ostrogóti – Valamir (447–465/470)
- Vizigóti – Theodorich II. (453–466)
- Vandalové – Geiserich (428–477)